# Kotoriba
Gmina Kotoriba (chorw. Općina Kotoriba) – wieś i gmina w Chorwacji, w żupanii medzimurskiej. W 2011 roku liczyła  3224 mieszkańców.